# Banco Central del Congo
El Banco Central del Congo (Llamado entre 1971-1997 Banco Del Zaire) (en francés: Banque centrale du Congo) es el banco central de la República Democrática del Congo. Las principales oficinas del banco están en Boulevard Colonel Tshatshi en La Gombe en Kinshasa.
El banco se dedica a desarrollar políticas para promover la inclusión financiera y es miembro de la Alianza para la Inclusión Financiera. El 5 de mayo de 2012, el Banco Central de la República Democrática del Congo anunció que haría compromisos específicos para la inclusión financiera en virtud de la Declaración Maya.

## Operaciones regionales
El banco central opera una red de sucursales regionales en toda la República Democrática del Congo, el país más grande del África subsahariana. Se pueden encontrar sucursales en Lubumbashi , Goma , Kamina , Kasumbalesa, Kikwit, Tshikapa, Ilebo y Matadi. En ciudades donde el banco central no está presente, un banco comercial puede ser designado para representarlo; Trust Merchant Bank desempeña dicho papel en Likasi y Kolwezi .

## Historia
Desde 1886 hasta 1908, el rey Leopoldo II de Bélgica gobernó el Congo como su dominio privado. El 27 de julio de 1887, emitió un decreto real que estableció el franco como moneda para el Estado Libre del Congo , y para Ruanda y Burundi. En 1890, el Tratado de Heligoland-Zanzíbar puso a Ruanda y Burundi dentro de la esfera de influencia alemana en África. En consecuencia, la rupia se convirtió en la moneda oficial en esa colonias, aunque el franco continuó circulando. En 1908, Bélgica asumió la responsabilidad del Congo; como resultado, el Congo Belga se convirtió en miembro de la Unión Monetaria Latina .
En 1909, varios bancos belgas establecieron conjuntamente el Banco del Congo Belga. Esto permitió al Banco actuar como agente en el Congo para todos los principales bancos belgas en lugar de como una subsidiaria o afiliada de solo uno de ellos. Sin embargo, el banco dominante fue la Société Générale de Belgique y finalmente se convirtió en el propietario mayoritario del Banco. En 1911, el gobierno colonial otorgó al Banco un monopolio de 25 años sobre el derecho de emisión de billetes para la Colonia y lo designó como agente fiscal para el gobierno colonial. El Banco emitió sus primeros billetes de banco en 1912.
Después de la derrota de Alemania en la Primera Guerra Mundial, Bélgica asumió un mandato de la Liga de las Naciones sobre Ruanda y Burundi. Bélgica los incluyó en la zona del franco congo.
La Convención de 10 de octubre de 1927 revisó la cuestión de la emisión de billetes y amplió el monopolio del Banco hasta el 1 de julio de 1952. Durante la Segunda Guerra Mundial, Bélgica quedó bajo la ocupación alemana. El Banco de Inglaterra asumió entonces una participación temporal en los asuntos del Congo y el franco del Congo se incluyó en la lista de Londres .
El 1 de julio de 1952, el día posterior a la expiración del monopolio del Banco, la recientemente constituida Banque Centrale du Congo Belge et du Ruanda-Urundi asumió la responsabilidad de la emisión de billetes. La Banque Centrale du Congo-Belge et du Ruanda-Urundi se disolvió después de la independencia del Congo en 1960. El Banque nacional del Congo se creó en 1964 para servir como banco central del nuevo país.
Durante aproximadamente cuatro años desde 1960 hasta 1964, el Banque d 'Emission du Rwanda et du Burundi sirvió como banco central para los territorios vinculados. En 1961 Ruanda se convirtió en una república independiente; el año siguiente, Burundi se independizó como monarquía. En 1964, cada estado estableció su propio banco central, el Royal Bank of Burundi y el Banque Nationale du Rwanda. En 1966, Burundi se convirtió en una república y su banco central cambió su nombre a Banque de la République du Burundi.
Cuando el Congo cambió su nombre a Zaire en 1971, el Banque Nationale du Congo se convirtió en el Banco de Zaire. Luego, en 1997, cuando el nombre del país se convirtió en la República Democrática del Congo, el banco tomó su nombre actual: Banco central del Congo.